# Heinrich Böckeler
Heinrich Böckeler (Colònia (Rin del Nord-Westfàlia), 11 de juliol, 1836 - Aquisgrà (Rin del Nord-Westfàlia), 20 de febrer, 1899), va ser un sacerdot catòlic i músic de l'església, així com el fundador i primer director de l'escola de música de l'església de St. Gregorius House, la institució precursora de la St. Gregorius Universitat Catòlica de Música d'Església d'Aquisgrà.

## Biografia
Després de graduar-se a l'escola secundària, el fill d'un tintorer de calicó va estudiar primer teologia a la Universitat de Bonn i després va assistir al seminari de Colònia. El 1860 va ser ordenat sacerdot i va començar a estudiar música com a capellà al Conservatori de Colònia, avui Universitat de Música de Colònia. El 1862 va ser nomenat vicari de la catedral de la catedral d'Aquisgrà i uns anys més tard va ser promogut a director de banda del monestir. Aquí va fer campanya principalment per la implantació del repertori de música eclesiàstica d'acord amb la tradició de Ratisbona cofundada per Joseph Schrems, el centre en aquell moment per a la restauració de la música eclesiàstica autèntica i, per tant, per la reintroducció del cant gregorià en els seus processos litúrgics. Amb aquesta finalitat, es va unir a l'associació fundada el 1872 pel director musical de la catedral de Trèveris Michael Hermesdorff per investigar antics manuscrits corals amb la finalitat de restaurar el Cantus S. Gregori. En aquest context, Heinrich Böckeler a Aquisgrà va intentar principalment reinterpretar l'extens repertori de l'any 1568 de l'antic director de banda del monestir Johannes Mangon (1525–1578). També va dur a terme una reorganització fonamental de la Choralenhaus annexa a la catedral d'Aquisgrà, una escola de cant per a nois amb un internat, l'actual Escola de cant de la catedral d'Aquisgrà.
Finalment, el 1881, va fundar l'anomenada "Gregoriushaus", la primera escola d'organistes d'Alemanya Occidental amb un internat annex. Un dels conferenciants més importants de la Gregoriushaus en els seus anys de fundació i responsable de l'harmonia i el contrapunt des del 9 d'octubre de 1887 va ser el sacerdot catòlic i músic de l'església Franz Nekes, que també va succeir a Heinrich Böckeler com a director de banda del monestir el 1891. El successor de Böckeler com a director de la Gregoriushaus va ser el vicari de la catedral de Colònia i més tard bisbe de Trèveris Franz Rudolf Bornewasser el 1899.
A més del seu treball de música eclesiàstica, Böckeler va treballar com a expert en campanes per a l'arxidiòcesi de Colònia. El 1876 també va fundar el "Gregoriusblatt", una revista de música per a l'església catòlica, i el "Gregoriusbote".
Heinrich Böckeler va ser nomenat canonge honorari després de la seva inauguració pels seus serveis a la música eclesiàstica a la catedral d'Aquisgrà. La seva neboda, la benedictina Maura Böckeler de l'abadia de Santa Hildegarda, era una coneguda investigadora de Hildegardis. El seu besnet Hans Sabel també es va unir a la tradició de la música eclesiàstica de la família i es va convertir en un respectat compositor de música eclesiàstica, musicòleg i educador musical.
Heinrich Böckeler va trobar el seu darrer lloc de descans a l'Aquisgrà Ostfriedhof.

## Obres (selecció)
- Zeitschrift Gregoriusblatt, justificada 1876.
- Beschreibung der neuen Orgel im Kurhaussaale zu Aachen. Aachen 1878.
- Über Johannes Mangon. a: Echo der Gegenwart. Nr. 320 (1878).
- Die Lieder der hl. Hildegard. a: Gregoriusblatt 5, Aachen 1880.
- Beiträge zur Glockenkunde. Editor Albert Jacobi & Co., Aachen 1882.
- Wesen und Eigenschaften der katholischen Kirchenmusik. Sändig, Walluf / Nendeln 1974.
- Die Melodie des Aachener Weihnachtsliedes. a: Zeitschrift des Aachener Geschichtsvereins Nr. 11 (1889). S. 176–184.
- Kurze Geschichte der Singschulen. Festgabe zur Feier der Einweihung des Gregoriushauses in Aachen. Kühlen, Mönchengladbach 1890.